# Рукай
Рукай (кит.: 魯凱族; піньїнь: Lǔkǎizú) — один з корінних народів Тайваню. Спільнота складається з шести громад, що проживають на півдні Тайваню (Будай, Лабуан, Танан, Мага, Мантауран і Тона), кожна з яких має власний діалект рукайської мови. Станом на 2014 рік рукаї налічували 12 699 і є сьомою за чисельністю з 13 офіційно визнаних груп корінного населення Тайваню. Рукай раніше називали царісен або цалісен, що означає «люди, що живуть у горах».
Народ рукай вшановує димчасту пантеру (Neofelis nebulosa) і дейнагкістродона (Deinagkistrodon acutus), яких вони вважають духами свого предка. 

## Традиційний одяг і текстиль

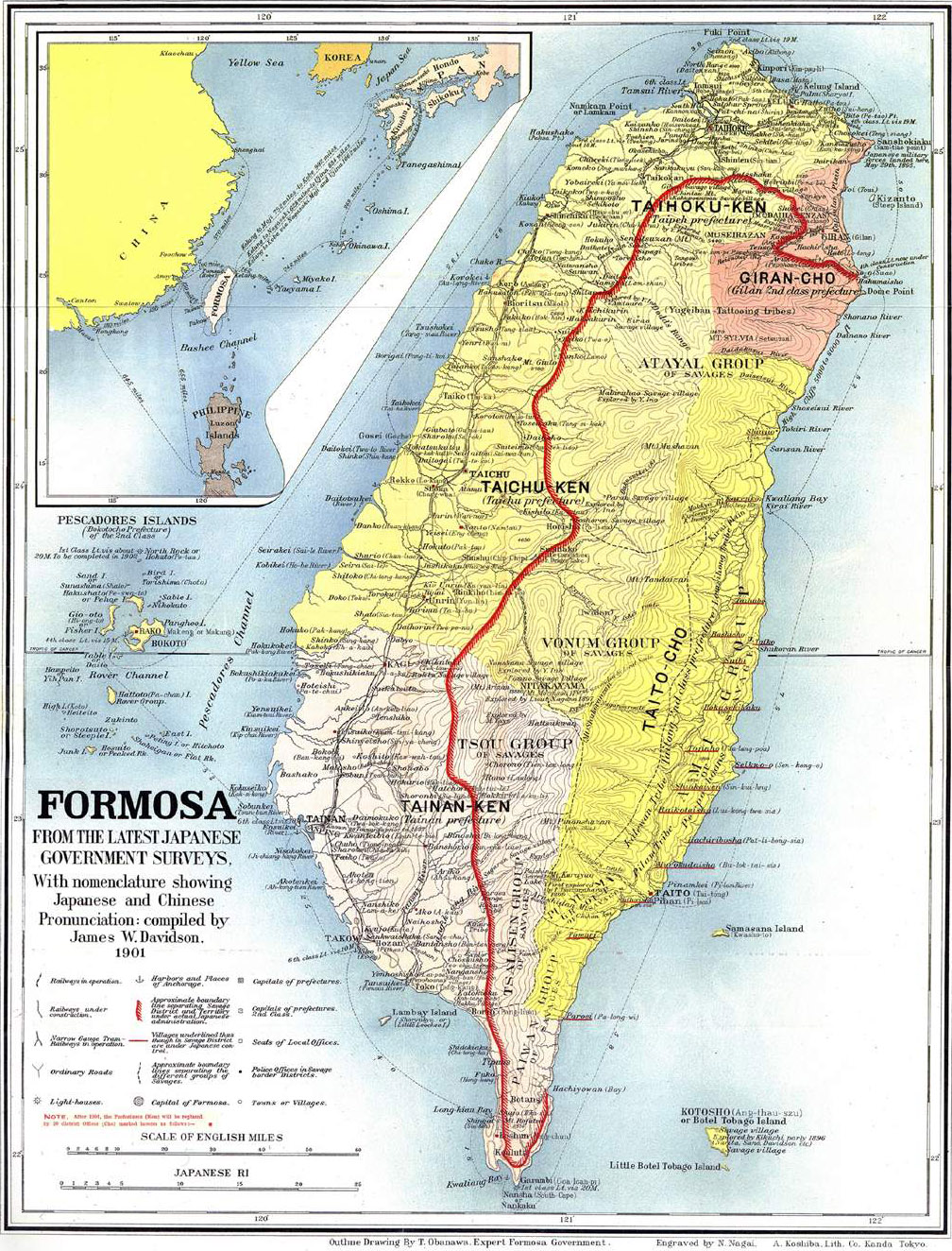
Тайвань у 1901 році, з рукай, позначеними як «група дикунів цалісен» у південній частині острова.

Традиційний одяг народу рукай має багато схожості з одягом народу Пайван, ймовірно, через схожість їхнього географічного поширення та спадкової аристократичної соціальної структури. Традиційний одяг і тканини народу рукай також мають оригінальні та відмінні якості та характеристики. Одяг народу рукай включає як урочисте вбрання, так і повсякденний одяг. Чоловіче урочисте вбрання — головний убір із знаками розрізнення, хустки, накидки, спідниці, хустки, поножі, а жіноче — вінки, хустки, сережки, намиста, лазуритові намиста, браслети з намист, персні, довгі жупани, спідниці, пояси, поножі, наплічні прикраси. Що стосується повсякденного одягу, чоловіки носять шкіряні головні убори, хустки, верхи, погони, пояси, шкіряні плащі, пальта з оленячої шкури, гетри з оленячої шкури, мішечки з тютюном і порохівниці, а жінки носять хустки, довгі халати, спідниці, гетри, рукавички, сітчасті ремені, шкіряні плащі та тканинні сумки. Соціальна структура рукаю, спадкова аристократія, відбивається на кожному аспекті їхнього життя, включаючи одяг. Як правило, тільки знаті дозволяється одягатися вишукано, а простолюдини одягаються просто, хоча простолюдини можуть купувати коштовності у шляхетства, зазвичай міняючи на свиней, пшоно і горщики. Шляхетство купувало бавовну, шовк і вовну для виготовлення одягу у ханьців.

### Виготовлення та фарбування тканин
Як і в традиційному одязі інших корінних народів Тайваню, у традиційному одязі народу рукай використовується тканина, виготовлена за системою тканини в квадрат. Основним знаряддям праці є горизонтальний ткацький верстат, а традиційним матеріалом сукні рукай є льон, але під впливом ханьців вони також почали використовувати бавовну та вовну. Рукайці виготовляють білизну з льону та використовують горизонтальний ткацький верстат з ременем, щоб виткати білизну у вишукану та красиву тканину, а потім зшити шматки тканини разом для виготовлення одягу. Виготовлення тканини є особливим обов'язком жінок-рукайок. Коли в маленькому будиночку жінки виготовляють тканину, чоловіки не мають права туди входити. Тканина зазвичай фарбується в червоний, жовтий, коричневий, темно-синій або зелений фарби з трав або рослин. Червоний барвник витягують з кореня певної лози, подрібнюючи коріння на шматочки та замочуючи їх у воді. Жовтий барвник зазвичай походить із соку кореня імбиру. Коричневий барвник походить від Dioscorea matsudae і екстрагується тим же методом, який використовувався для виготовлення червоного барвника. Темно-синій барвник походить із соку листя рослини під назвою danadana, а зелений барвник походить із соку листя рослини під назвою rasras.

### Чотири технології виготовлення
Традиційно одяг народу рукай виготовлявся виключно вручну, що вимагало ретельної та тривалої ручної роботи витончених майстрів. Незважаючи на те, що сьогодні все частіше використовують комп'ютерні скануючі програми для розробки крою та фасону одягу, а також механічне нанесення вишивки та інших деталей, вишиванки ручної роботи залишаються найціннішим видом одягу серед рукаїв.
Існує чотири основних технології виготовлення:
1. Інкрустація. Інкрустація — це техніка, яка використовує різні кольори полотна як піткання для в'язання іншого полотна як основи для створення геометричних візерунків на тканині.[8]
2. Вишивка гладдю. Традиційно рукайці для вишивання використовують бамбукові голки. Але оскільки ханьці завезли на Тайвань металеві голки, як і інші корінні жителі Тайваню, рукайці почали вживати металеві голки.[8] За старих часів лінії стібків, які використовували рукайці, походили з барвистої тканини, привезеної з рівнини, і вони отримували лінії стібка, розриваючи кольорову тканину на частини. До періоду японської колонізації вони могли безпосередньо приносити лінії стібка.[8] Існує п'ять методів вишивання, які використовують рукайці: вишивка хрестиком, вишивка ланцюжковим швом, вишивка прямим швом, вишивка колом і вишивка гладдю.[8] Серед них вишивка атласним швом є найтоншою технікою, що вимагає найретельнішої ручної роботи, і цю техніку можна знайти лише в традиційному одязі рукайців.[8] Під час вишивання немає обмежень щодо напрямку, але кожну лінію стібка, довгу чи коротку, слід акуратно розташовувати поруч.[8] Забороняються перехлести і зазори між ними.[8] Якщо вишивальниця припустилася однієї помилки, вона повинна її відмінити і вишити спочатку.[8]
3. Вишивка перлами. Традиційно рукайці використовували скляні намистини одного кольору для створення візерунка, а потім вишивали його на тканині. Зараз все частіше використовуються пластикові намистини.[9]
4. Латкова вишивка. Рукайці зазвичай вирізають чорну тканину за певним візерунком, а потім пришивають її до білої або синьої тканини; або вирізають білу тканину за певним візерунком, а потім пришивають її на чорну тканину.[9]

### Візерунки
Візерунки традиційного вбрання народу рукай включають візерунки сонце, дейнагкістродона, змію, людську голову, людську фігуру, нитку, свиню, ромб і оленя, але найпопулярнішими є візерунки сонця та дейнагкістродона. Ромбовий візерунок, який рукайці вважають символом дейнагкістродона, зазвичай виконується гладдю. Зірка анісу, що символізує святість, зазвичай виконується вишивкою хрестом. Два сонячних візерунка, які вважаються ознакою аристократії, зазвичай вишиті на грудях плаття шляхти. Візерунки змії, людської голови та людської фігури зазвичай виконуються за допомогою латкової вишивки.

### Хедхантинг
За інформацією рукайців у Вутаї і Пінтуні, самі рукайці не практикували полювання за головами, тобто вони спеціально полювали на голови своїх ворогів. Навпаки, коли ворог вторгався в їхній житловий простір, вони відрубували голову свого ворога, а потім поверталися до свого села, несучи голову з собою. Це був закон країни. Але з головою не входили в село, а відносили її в спеціальне місце неподалік, де звершували урочисту молитву. Голова належала їхньому ворогу, але людське життя було особливим і потребувало поваги. Проте акт взяти голову на захист свого племені означав, що ти хоробрий. Думка, що рукайці навмисно нападали на своїх ворогів, щоб забрати їхні голови, а, отже, вони були мисливцями за головами, є проблемою, яку, на думку дослідників, потрібно що вирішити. 

## Відомі рукайці та рукайки
- Рейчел Лян, співачка
- Сайдай Таровецахе, член Законодавчого юаня